# Vie des feux
 (mai 2017).
Si vous disposez d'ouvrages ou d'articles de référence ou si vous connaissez des sites web de qualité traitant du thème abordé ici, merci de compléter l'article en donnant les références utiles à sa vérifiabilité et en les liant à la section « Notes et références ».
Vie des feux est le septième tome de la série de bande dessinée Murena, dont le scénario a été écrit par Jean Dufaux et les dessins réalisés par Philippe Delaby.

## Personnages
Par ordre d'apparition :
- Balba, gladiateur nubien, d'abord sauvé par Britannicus puis protégé par Lucius Murena, qui l'affranchit. Il fait preuve d'une loyauté profonde envers ses deux protecteurs, tout en critiquant les romains.
- Evix, gladiatrice gauloise qui accompagne Lucius Murena et Balba en Gaule à la recherche d'Acté. On y apprend qu'elle est fille de Diviciacos, druide Eduen, chef de guerre et homme politique. Ayant vengé la mort de son père, Evix devient chef local des rebelles.
- Néron, fils de Gnaeus Domitius Ahenobarbus et d'Agrippine, adopté par l'empereur Claude. De naissance, il se nomme Lucius Domitius Ahenobarbus, mais il est devenu Tiberius Claudio Nero.
- Poppée, femme d'une grande beauté et issue d'une famille puissante. Ambitieuse, elle devient l'amante de Néron et porte son enfant, Claudia Augusta - qui décède en bas âge.
- L'apôtre Pierre, venu à Rome diffuser le christianisme, et qui croisera plusieurs fois la route de Murena et Néron.
- Tigellin (Sofonius Tigellinus), qui participe aux intrigues du pouvoir.
- Marcus Atticus, préfet des vigiles de Rome, qui alerte Néron sur les dangers d'incendie.
- Massam, gladiateur. Doté d'un tempérament féroce et impitoyable, il conçoit une haine tenace contre Balba. Il devient champion pour Néron et entre aussi au service de Poppée.
- Ruffalo, centurion de la garde prétorienne. Sa fille Claudia est aux mains d'un patricien puissant, Endymion, ce qui lui inspire de grandes inquiétudes.
- Rubria, vestale qui accueille et protège Lucius Murena, au grand scandale de Néron. Il la viole, accompagné de Balba et Ruffalo.
- Lucius Murena, héros éponyme de la série. Patricien ami de Pétrone, les intrigues de cour le frappent de plein fouet.
- Pollius, pugiliste renommé qui affronte Balba. Son fils Androclès racole pour lui.
- La suivante de Rubria, Alvinia, témoin du viol de sa maîtresse. Elle en avertit Lucius Murena et maudit les coupables.
- Le Besogneux, personnage hideux et avide qui partage ses profits avec Tigellin. Il est devenu propriétaire de Pulcher, un homme fortement endetté qui a servi la famille de Rubria. Sur l'intervention de la vestale, et moyennant une forte somme, il le libère.
- Pétrone, poète latin, ami de Lucius Murena. Ses vers plaisent à Néron.
- Publius Paetus Thrasea, sénateur intègre.
- Sénèque, précepteur puis conseiller de Néron.

## Place de cet album
Cet épisode est le troisième du Cycle de l'Épouse.

## Publication
- Dargaud, novembre 2009,  (ISBN 978-2-505-00686-2)